# Raouf Mellal
 (août 2025).
Motif : Sources attestant de la notoriété ?
- Archive Wikiwix
- Bing
- Cairn
- DuckDuckGo
- E. Universalis
- Gallica
- Google
- G. Books
- G. News
- G. Scholar
- Persée
- Qwant
- (zh) Baidu
- (ru) Yandex

| 1. | Préciser le motif de la pose du bandeau. | Précisez le motif de la pose du bandeau en utilisant la syntaxe suivante : {{admissibilité à vérifier\|date=août 2025\|motif=remplacez ce texte par le motif}}                    |
| 2. | Informer les utilisateurs concernés.     | Pensez à avertir le créateur de l'article, par exemple, en insérant le code ci-dessous sur sa page de discussion : {{subst:avertissement admissibilité à vérifier\|Raouf Mellal}} |

 (août 2025).
La mise en forme du texte ne suit pas les recommandations de Wikipédia : il faut le « wikifier ».
Les points d'amélioration suivants sont les cas les plus fréquents :
- Les titres sont pré-formatés par le logiciel. Ils ne sont ni en capitales, ni en gras.
- Le texte ne doit pas être écrit en capitales (les noms de famille non plus), ni en gras, ni en italique, ni en « petit »…
- Le gras n'est utilisé que pour surligner le titre de l'article dans l'introduction, une seule fois.
- L'italique est rarement utilisé : mots en langue étrangère, titres d'œuvres, noms de bateaux, etc.
- Les citations ne sont pas en italique mais en corps de texte normal. Elles sont entourées par des guillemets français : « et ».
- Les listes à puces sont à éviter, des paragraphes rédigés étant largement préférés. Les tableaux sont à réserver à la présentation de données structurées (résultats, etc.).
- Les appels de note de bas de page (petits chiffres en exposant, introduits par l'outil «  Source ») sont à placer entre la fin de phrase et le point final[comme ça].
- Les liens internes (vers d'autres articles de Wikipédia) sont à choisir avec parcimonie. Créez des liens vers des articles approfondissant le sujet. Les termes génériques sans rapport avec le sujet sont à éviter, ainsi que les répétitions de liens vers un même terme.
- Les liens externes sont à placer uniquement dans une section « Liens externes », à la fin de l'article. Ces liens sont à choisir avec parcimonie suivant les règles définies. Si un lien sert de source à l'article, son insertion dans le texte est à faire par les notes de bas de page.
- La présentation des références doit suivre les conventions bibliographiques. Il est recommandé d'utiliser les modèles {{Ouvrage}}, {{Chapitre}}, {{Article}}, {{Lien web}} et/ou {{Bibliographie}}. Le mode d'édition visuel peut mettre en forme automatiquement les références.
- Insérer une infobox (cadre d'informations à droite) n'est pas obligatoire pour parachever la mise en page.

Pour une aide détaillée, merci de consulter Aide:Wikification.
Si vous pensez que ces points ont été résolus, vous pouvez retirer ce bandeau et améliorer la mise en forme d'un autre article.
 (août 2025).
Si vous disposez d'ouvrages ou d'articles de référence ou si vous connaissez des sites web de qualité traitant du thème abordé ici, merci de compléter l'article en donnant les références utiles à sa vérifiabilité et en les liant à la section « Notes et références ».
 (août 2025).
Raouf Mellal (né le 17 novembre 1979 à Aïn Beïda, dans la wilaya d'Oum El Bouaghi) est un syndicaliste et défenseur des droits humains algérien. Il a présidé la Confédération syndicale des forces productives (COSYFOP) et fondé le Syndicat national autonome des travailleurs de l’électricité et du gaz (SNATEG), actif dans le secteur énergétique en Algérie.

## Biographie

### Vie privée
Marié et père de deux enfants, il s’est exilé en Suisse en 2020 à la suite de poursuites judiciaires liées à ses activités syndicales. Depuis Genève, il poursuit son engagement en faveur de la liberté syndicale.

### Parcours militant et syndical
Mellal s’est engagé dès le lycée dans des actions à caractère social. Il a ensuite poursuivi des études de droit à l’université de Guelma, où il a milité au sein de l’Union nationale de la jeunesse algérienne (UNJA) et participé à plusieurs mouvements de grève étudiante.
Durant une période de chômage, il a participé à la création du Comité national pour la défense des droits des chômeurs (CNDDC), qui a organisé des manifestations à Alger et Ouargla.
En 2013, recruté comme juriste au sein de Sonelgaz, il cofonde le Syndicat National Autonome des Travailleurs de l'électricité et du Gaz (SNATEG). Élu président en 2016, il a dirigé en 2017 une grève nationale au sein de l’entreprise SONELGAZ.
à la suite de laquelle le ministère du Travail prononce la dissolution administrative du syndicat.
En 2018, il contribue à la réactivation de la Confédération Syndicale des Forces Productives (COSYFOP), restée inactive depuis 1994.
Lors du Hirak de 2019, la confédération COSYFOP a soutenu le mouvement en appelant à plusieurs grèves générales, contribuant ainsi à la dynamique de mobilisation ayant conduit à la démission du président Abdelaziz Bouteflika.

### Répression et exil
En 2015, il a été licencié de l’entreprise publique Sonelgaz en raison de son engagement syndical au sein du SNATEG. Ce licenciement a été documenté par le Comité de la liberté syndicale de l’Organisation internationale du Travail (OIT) dans le cadre du cas n° 3210 relatif à l’Algérie.
L’année suivante, il a été condamné à six mois de prison à la suite de déclarations publiques dénonçant une affaire de surfacturation massive.
Il fait l’objet de 24 poursuites judiciaire pour diffamation devant le tribunal de Guelma, en lien avec la publication de communiqués syndicaux sur la situation sociale. Ce chiffre est confirmé par le gouvernement algérien dans sa réponse à une lettre d’allégation des rapporteurs spéciaux de l’ONU.
En 2019, il est violemment interpellé à Alger lors d’une marche pacifique, et subit des séquelles cervicales à la suite de cette arrestation. La même année, le tribunal d’Alger le condamne de nouveau à six mois de prison ferme pour avoir saisi l’Organisation internationale du travail (OIT).
Toujours en 2019, à son retour d’une participation à la Conférence internationale du Travail de l’OIT, il fut retenu et interrogé pendant plusieurs heures à l’aéroport d’Alger. Lors de cette session, il prit la parole au nom d’IndustriALL Globale Union, dans le cadre de la discussion du cas de l’Algérie devant la commission de l'application des normes.
En janvier 2020, il quitte le pays pour la Suisse avec le soutien de l’Union internationale des travailleurs de l'alimentation (UITA).

### Activité en exil et engagement international
En août 2020, peu après son arrivée à Genève, il participe à l’organisation, aux côtés d’un groupe de militants, d’une « Marche pour les libertés en Algérie » entre Chambéry et Genève, destinée à interpeller les Nations Unies sur les atteintes aux libertés fondamentales dans le pays.
En juin 2023, L’Événement syndical, publication de l’organisation syndicale suisse UNIA, consacre un article à Raouf Mellal, intitulé « Un second Hirak en perspective », dans lequel il évoque son parcours syndical, son exil en Suisse et son analyse du contexte social en Algérie.
Depuis Genève, il intensifie ses échanges avec l’OIT. En août 2022, le Comité de la liberté syndicale enregistre une plainte déposée contre l’Algérie.
Il soumet également des observations à la CEACR sur la loi 23-02, citées dans le rapport de 2025.
En juin 2025, le Comité de la liberté syndicale a recommandé que Mellal et d’autres syndicalistes puissent retourner en Algérie afin de reprendre leurs fonctions dans un climat exempt de pressions, de menaces ou de violences.
Le 12 septembre 2024, plusieurs rapporteurs spéciaux de l’ONU envoient une lettre d’allégation au gouvernement algérien (Ref. AL DZA 3/2024), citant explicitement le cas de Mellal.